# Juha Janhunen
Juha Antero Janhunen, född 12 februari 1952 i Björneborg, är en finländsk lingvist.
Jahnuhen blev filosofie doktor 1986. Han var 1985–1994 forskare vid Finlands Akademi och utnämndes sistnämnda år till professor i östasiatiska språk och kulturer vid Helsingfors universitet. Han har i sin forskning behandlat främst samojedspråk, men även tungusiska och mongoliska språk samt japanska, koreanska och kinesiska. I arbetet Manchuria: An ethnic history (1996) framlade han sin syn på språkfamiljernas inbördes relationer under förhistorisk tid inom Östasien och det eurasiska området.
År 2010 valdes han till styrelseordförande för föreningen Finlandssvensk samling.

## Publikationer i urval
- Samojedischer Wortschatz. Gemeinsamojedische Etymologien. Castrenianumin toimitteita 17. Helsingfors.
- Glottal stop in Nenets. Suomalais-Ugrilaisen Seuran toimituksia 196. Helsingfors.
- Manchuria. An ethnic history. Suomalais-Ugrilaisen Seuran toimituksia 222. Helsingfors.
- (ed.) Mongolic languages. Routledge language family series 5. London.